# Нурмучаш (Совєтський район)
Нурмуча́ш (рос. Нурмучаш, марій. Нурмучаш) — присілок у складі Совєтського району Марій Ел, Росія. Входить до складу Вятського сільського поселення.

## Населення
Населення — 2 особи (2010; 1 у 2002).
Національний склад (станом на 2002 рік):
- росіяни — 100 %